# Emily Martin (remera)
Emily Martin (Melbourne, 9 de mayo de 1979) es una deportista australiana que compitió en remo.
Ganó cinco medallas en el Campeonato Mundial de Remo entre los años 2001 y 2007. Participó en los Juegos Olímpicos de Sídney 2000, ocupando el quinto lugar en la prueba de ocho con timonel.

## Palmarés internacional
| Campeonato Mundial | Campeonato Mundial | Campeonato Mundial | Campeonato Mundial |
| Año                | Lugar              | Medalla            | Prueba             |
| ------------------ | ------------------ | ------------------ | ------------------ |
| 2001               | Lucerna (Suiza)    | Medalla de oro     | Ocho con timonel   |
| 2005               | Kaizu (Japón)      | Medalla de oro     | Cuatro sin timonel |
| 2005               | Kaizu (Japón)      | Medalla de oro     | Ocho con timonel   |
| 2006               | Eton (Reino Unido) | Medalla de bronce  | Ocho con timonel   |
| 2007               | Múnich (Alemania)  | Medalla de bronce  | Cuatro sin timonel |